# Psico-Pirata
Psico-Pirata (Pshyco-Pirate) è il nome di due supercriminali DC Comics risalenti alla Golden Age.

## Charles Halstead
Charles Halstead è stato un personaggio minore comparso per la prima volta su All-Star Comics #23, creato da Gardner Fox e Joe Gallagher. Originariamente era un linotipista del Daily Courier, ma poi divenne una mente criminale e prese il nome di Psico-Pirata. Egli pianificava crimini basati sulle emozioni. La Justice Society of America lo catturò e lo fece imprigionare. Egli continuò la ricerca sul misticismo delle emozioni fino alla sua morte, avvenuta nel 1960.

## Roger Hayden
Roger Hayden apparve per la prima volta come Psico-Pirata in Showcase #56, creato da Gardner Fox e Murphy Anderson.
Roger Hayden era un gangster in prigione compagno di cella di Halstead. Le ultime volontà di Halstead furono di lasciare in eredità a Hayden il segreto scoperto nei suoi anni di galera, ovvero l'esistenza della Maschera di Medusa. Questa maschera dava a chi la indossava il potere di proiettare le emozioni sulle altre persone. Hayden trovò la maschera e la usò per diventare un supercriminale.

## Poteri e abilità
Halstead, il primo Psico-Pirata era un abile manipolatore ed uno studioso delle emozioni.
Hayaden, il secondo Psico-Pirata era capace di manipolare le emozioni delle persone grazie alla Maschera di Medusa